# Туленнусъярви
Ту́леннусъя́рви (фин. Tulennusjärvi) — озеро на территории Лоймольского сельского поселения Суоярвского района Республики Карелия.

## Общие сведения
Площадь озера — 0,7 км². Располагается на высоте 157,4 метров над уровнем моря.
Форма озера двухлопастная (озеро разделено на две практически равные части сравнительно узким проливом), продолговатая: вытянуто с северо-запада на юго-восток. Берега каменисто-песчаные, возвышенные.
Из северо-западной оконечности озера вытекает безымянный водоток, который через ряд проток и ламбин втекает в реку Толвайоки, которая впадает в озеро Виксинселькя, из которого, далее, через реку Койтайоки воды, протекая по территории Финляндии, в итоге попадают в Балтийское море.
Озеро расположено в девяти километрах от Российско-финляндской границы.
Название озера переводится с финского языка как «зрелое озеро».
Код объекта в государственном водном реестре — 01050000111102000011813.